# Yuquan (sockenhuvudort i Kina, Hubei Sheng, lat 30,83, long 111,77)
Yuquan (kinesiska: 玉泉, Yuquan Jiedao) är en sockenhuvudort i Kina. Den ligger i provinsen Hubei, i den centrala delen av landet, omkring 240 kilometer väster om provinshuvudstaden Wuhan. Antalet invånare är 45 390. Befolkningen består av 22 361 kvinnor och 23 029 män. Barn under 15 år utgör 10,0 %, vuxna 15-64 år 79 %, och äldre över 65 år 9,0 %.
Runt Yuquan är det ganska tätbefolkat, med 248 invånare per kvadratkilometer. Närmaste större samhälle är Baling, 2,3 km nordost om Yuquan. Trakten runt Yuquan består till största delen av jordbruksmark.
Genomsnittlig årsnederbörd är 1 199 millimeter. Den regnigaste månaden är augusti, med i genomsnitt 174 mm nederbörd, och den torraste är december, med 14 mm nederbörd.